# Jahiren Noriega
Jahiren Elizabeth Noriega Donoso (n. 1997) é uma política, ativista e socióloga equatoriana. Exerce como deputada nacional por Pichincha, desde novembro de 2023; ocupando este cargo anteriormente, entre setembro de 2022 e maio de 2023.
Noriega é ademais militante feminista e durante seu passo pela Assembleia Nacional tem trabalhado em políticas em favor dos jovens, as mulheres e as pessoas pertencentes à diversidade sexual.

## Biografia
Realizou sua educação secundária no Colégio Municipal Sebastián de Benalcázar, onde em novembro de 2014 foi eleita presidenta do conselho estudantil. Não obstante, as autoridades da equipe tentaram impedir que assumisse o cargo com o argumento que não se tinha contado com um regulamento de eleições. Devido a isso, Noriega apresentou uma ação de proteção na contramão da instituição, que foi falhada a seu favor. Noriega foi finalmente apossada em 3 de fevereiro de 2015 e o Ministério de Educação sancionou ao reitor do Colégio por seu atuar na disputa.
Cursou seus estudos superiores na Universidade Central de Equador, onde obteve o título de socióloga. Durante esta época envolveu-se na política, como opositora às baixas ao orçamento em educação anunciadas pelo presidente Lenín Moreno em 2018. Antes de ingressar à política, ocupou cargos como analista ambiental e locutora da emissora Rádio Pública, além de condutora do programa «Frente Radiosa», de Rádio Pichincha.

### Vida política
Nas eleições legislativas de 2021 foi eleita deputada alternativa de Pabel Muñoz em representação de Pichincha pela coligação União pela Esperança, com o que se converteu numa das poucas políticas abertamente LGBT a ser eleitas a cargos de eleição popular no país, dado que Noriega é bissexual. Durante seu tempo como suplente, foi a deputada alternativa com mais intervenções no plenário. O 12 de setembro de 2022, Muñoz renunciou a seu posto para participar nas eleições secionais de 2023, pelo que Noriega assumiu o cargo de deputada principal. Com isto, se converteu na deputada mais jovem desse período do legislativo.

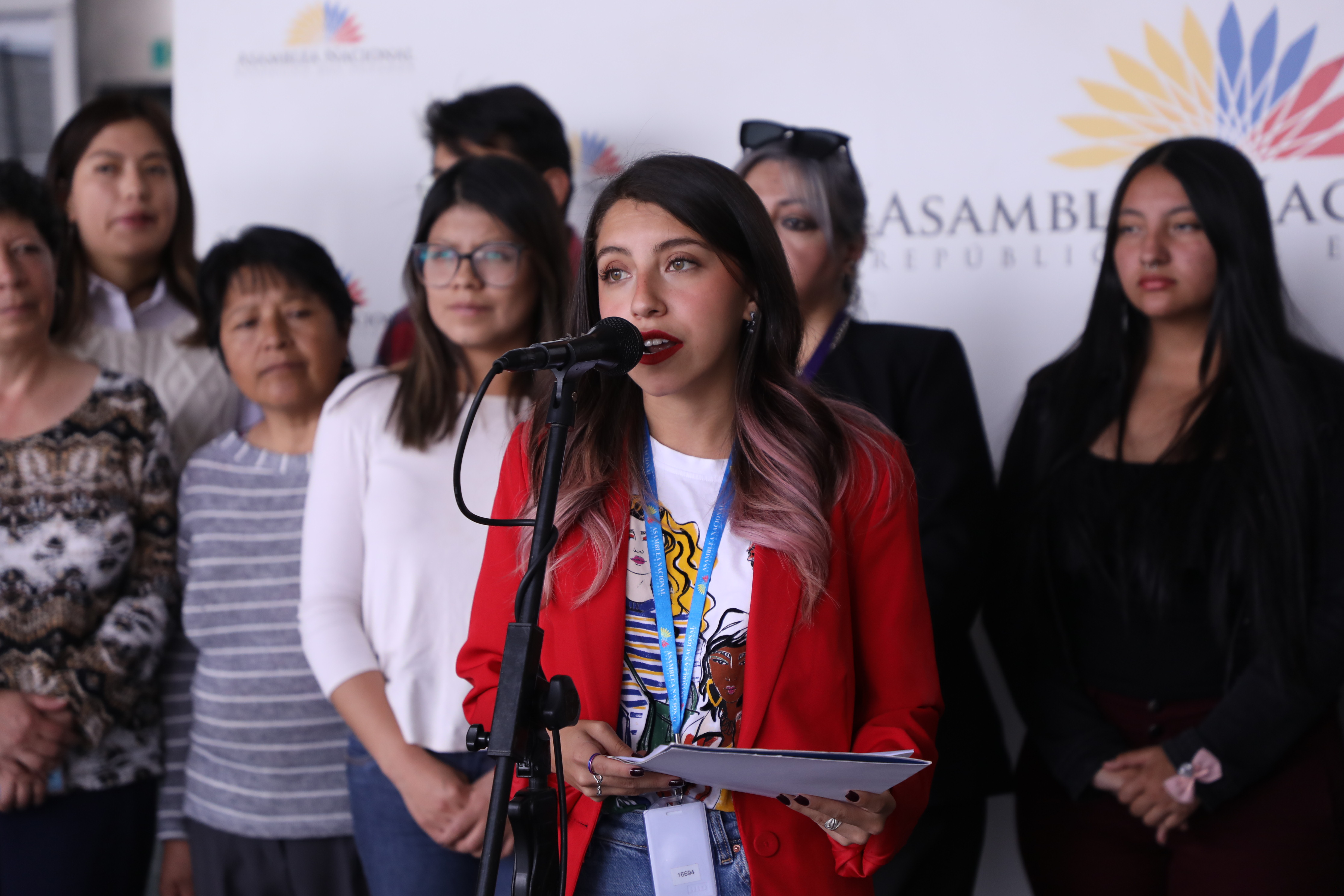
Jahiren Noriega em 2023, durante uma roda de imprensa na Assembleia

Após a dissolução da Assembleia Nacional devido à crise política no Equador em 2023, Noriega participou nas eleições legislativas daquele ano e foi eleito membro principal da assembleia representando Pichincha pelo movimento Revolução Cidadã.[1] Iniciado o período, passou a fazer parte da comissão de educação da Assembleia.
Entre os projetos de lei que apresentou se conta a Lei de Alívio Econômico para Jovens Afetados com Procedimentos Coercitivos por Créditos Educativos, Bolsas e Assistências Financeiras, que tinha como objetivo refinanciar os pagamentos de jovens devedores de empréstimos educativos e felicitar os interesses.